# 종묘
종묘(宗廟)는 조선 왕조의 역대 국왕들과 왕후들의 신주를 모시고 제례를 봉행하는 유교 종묘 제도 상의 묘(廟)이다. 대한민국 서울특별시 종로구 훈정동 1번지에 위치해 있으며, 위치상으로 창덕궁과 창경궁의 남쪽에 인접해 있다.
종묘의 건물은 1395년 10월 태조가 한양으로 수도를 옮긴 그 해 12월에 지어졌고, 임진왜란 때에 소실되었다가 광해군 즉위년(1608년)에 다시 지어졌다. 종묘는 사적으로 지정 보존되고 있으며 소장 문화재로 정전(국보), 영녕전(보물), 종묘제례악(국가무형문화재), 종묘제례(국가무형문화재)가 있다.
종묘의 건물은 정전(正殿)과 영녕전(永寧殿)으로 나누어 정전에는 정식으로 왕위에 오른 선왕과 그 왕비의 신주를 순위에 따라 모시고, 영녕전에는 추존된 선왕의 부모나 복위된 왕들을 모셨다. 그리고 정실의 출생이 아닌 왕이 그 사친(私親)을 봉안하는 사당으로서 따로 궁묘(宮廟)를 두었다.
종묘의 제사일은 4계절의 첫달 상순, 정초·단오·한식·추석, 동지의 납일과 매월 삭망(朔望)일로 정하였으며, 왕이 백관을 거느리고 친제하여 왕세자는 아헌관, 영의정은 종헌관이 되어 작헌(酌獻)·분향(焚香)·재배의 복잡한 절차를 밟으며 향사한다. 그러나 국상일의 경우에는 오히려 이를 피한다.
종묘는 사직단과 함께 조상에 대한 예절을 매우 중요하게 생각했던 조선의 정신을 보여주고 있다. 종묘의 건축물들과 600여 년간 제례행사를 지내 온 가치가 인정되어 1995년 유네스코 세계문화유산으로 등록되었으며, 종묘제례(중요무형문화재)와 제사를 지낼 때에 춤과 함께 연주되는 음악인 종묘 제례악(중요 무형문화재, 세종대왕 작곡)은 2001년 유네스코 인류구전 및 무형유산걸작으로 등록되었다. 종묘제례는 매년 5월 첫째주 일요일에 어가행렬과 함께 전주 이씨 종친에 의한 제사로 거행된다.
조선과 대한제국 시대에는 궁궐과 연결되었으며, 일제강점기이던 1932년 율곡로가 나면서 끊기고 육교로 대신하기도 하였으나, 2022년 율곡로를 지하화하고 녹지로 만들어 복원하였다. 설로 궁의 동쪽에 종묘를 짓는다라는 설이 있는데 실제로 경복궁(정궁)의 동쪽에 위치한 것이다.

## 역사

### 태조의 종묘 건설
1392년 조선 태조는 즉위 12일 만인 8월 16일(음력 7월 28일) 자신의 4대조에게 차례로 목조, 익조, 도조, 환조로 왕의 칭호를 올리고, 그 비에게도 각각 효비, 정비, 경비, 의비의 존호를 올렸다. 8월에는 신하를 한양에 파견하여 고려 시대 남경의 이궁을 손질케 하고 수리를 끝나는대로 한양으로 천도하고자 하였다. 그러나 신하들의 반발로 천도 계획을 유보하여 할 수 없이 개성에 있던 고려 왕조의 종묘를 허물고 거기에 새 종묘를 짓도록 명하였다.
그 뒤 태조는 재위 3년(1394년) 8월에 한양을 새 도읍지로 최종 결정하고 그해 10월 천도를 단행하였다. 태조는 가장 먼저 종묘와 사직을 건설하였는데, 유교 이념에 따라 궁궐인 경복궁을 중심으로 왼쪽인 동쪽에 종묘를, 오른쪽인 서쪽에 사직을 그 다음 해에 세웠다. 종묘 공사는 천도하던 해 12월에 시작하여 이듬해 9월에 마쳤다.
종묘는 창건 당시 대실이 7칸이었고, 대실 안에는 석실 5칸을 만들었으며, 대실 좌우에는 익랑을 각각 2칸씩 이어 지었다. 그 밖에 따로 공신당 5칸, 신문(神門) 3칸, 동문 3칸, 서문 1칸 규모의 건물을 지었고, 빙 둘러 담을 쌓았다. 그리고 담 밖에는 신주 7칸, 향관청 5칸, 좌우 행랑 각각 5칸, 남쪽 행랑 9칸, 재궁(齎宮) 5칸을 지었다. 종묘가 완성되자 태조는 날을 받아 1395년 10월, 4대조의 신주를 개성에서 옮겨와 봉안하였다.

### 조선 전기의 변천

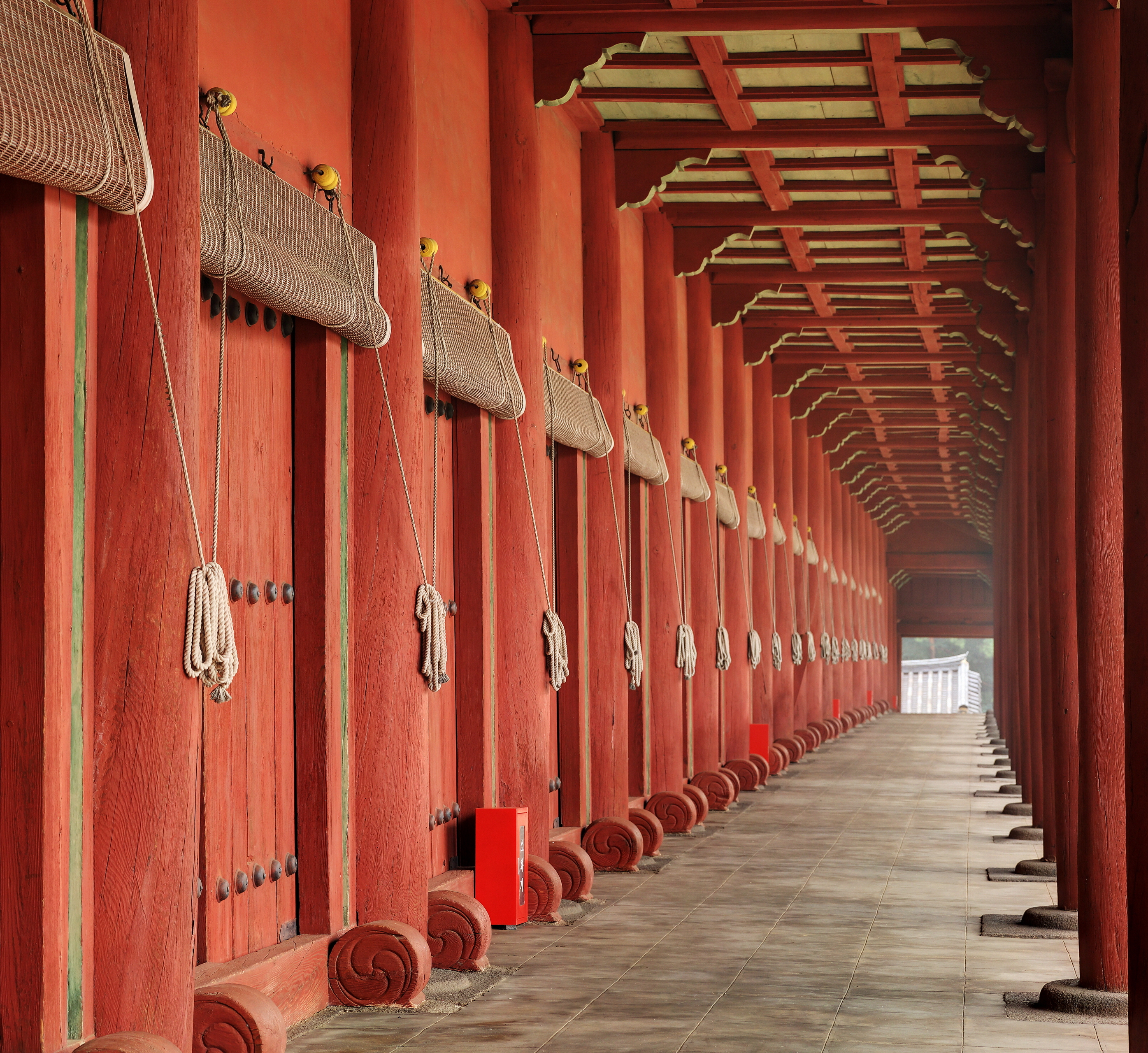
종묘 정전의 신실

조선 시대에 종묘 정전은 태종, 세종대에 이르러 건축 형식이 정착된다. 태종은 종묘 앞에 가산을 조성하여 종묘가 주변 언덕에 파묻혀 아늑한 기운이 깃들도록 한 다음 종묘의 건물 형식을 고쳤다. 본래 종묘 건물은 'ㅡ'자로 길게 생겼는데, 지금은 감실에 신위를 모신 몸채 건물과 그 양큰에서 직각으로 앞으로 꺾여 나온 동ㆍ서 월랑으로 구성되어, 가운데가 긴 ㄷ자형 건물이다. 태종 이래로 이 건축 형식이 종묘 건축의 기본 틀이 되었다.
현재 종묘를 구성하고 있는 중심 건물은 종묘 정전과 영녕전으로, 태조가 종묘를 건설할 당시는 종묘 정전뿐이었다. 영녕전은 정전에 모시지 않은 왕과 왕비의 신위를 모신 별묘인데, 세종 때 처음 건립되었다. 건립 당시 종묘 정전의 감실 규모는 5칸이었다. 그러나 세종 원년(1419년)에 정종이 승하하고 그 신위를 종묘에 모실 때가 되자, 종묘 정전 5칸에는 태조와 태조의 4대 조상을 합쳐 다섯 신위로 모두 차 있어서, 이제 이 다섯 신위에 더해 정종의 신위를 어떻게 모셔야 할지에 대한 문제가 제기된다. 종묘에는 다섯 신위만 모시도록 예법에 규정되어 있어서 정종의 신위를 종묘에 새로 모시게 되면 목조의 신위는 정전에 모실 수 없게 되기 때문이었다.
이때 의논을 거듭하여 중국 송나라의 예를 따라 1421년 10월 종묘 즉 지금의 정전 서쪽 바깥에 별묘(別廟)를 세워 목조의 신위를 옮겨 모실 것을 결정한다. 이 별묘가 지금의 영녕전이다. "조종(祖宗)과 자손이 함께 길이 평안하라"는 뜻의 영녕전은 종묘에서 옮겨온 신위를 모셨다고 하여 조묘(廟)라고도 한다.
건립 당시 영녕전의 규모는 태실 4칸, 양 옆 익실 각 1칸을 합하여 모두 6칸이었다. 영녕전이 완공되자 그해 12월 목조의 신위를 영녕전으로 옮겨 모시고, 정전인 종묘에는 익조의 신위를 제1실로, 도조 이하의 신위도 차례로 위로 옮겨 모시게 된다. 영녕전 건립으로 조선 왕조의 종묘 건축 제도는 종묘와 별묘를 두게 되고, 세월이 흘러 봉안해야 할 신위의 수가 늘어남에 따라 증축을 하게 된다. 지금은 정전과 영녕전을 합하여 종묘라고 부르지만 원래 종묘는 지금의 정전을 말하며, 영녕전은 별묘였다.
앞서 말한대로 본래 종묘 정전에 다섯 신위를 모시기로 하였던 것인데, 그 뒤 다섯 신위 외에 다른 신위를 영녕전으로 옮기지 않는 불천위(不遷位)라는 제도가 생겨, 종묘 정전에 모시는 신위의 수는 다섯 보다 더 많아지게 되었다. 모셔야 할 신위의 수가 늘어나자 칸수를 늘려야 하는 상황이 생겼고, 그 결과 종묘 정전 건물은 증축된다. 조선 초기의 왕 가운데 불천위로 결정된 왕은 태종, 세종, 세조, 성종 등이다. 명종대에 이르러 종묘 정전의 부족한 감실을 해결하기 위하여 4칸이 증축되어 그 규모가 모두 11칸으로 늘어난다.

### 조선 후기의 변천
그 뒤 종묘는 임진왜란으로 불에 타게 되어, 재건에 대한 구체적인 작업이 진행되지 못하다가 마침내 선조 41년(1608년) 1월에 재건 공사를 시작하여 다섯 달 뒤 광해군이 즉위하고 나서 완공하게 된다. 재건에 앞서 종묘 제도를 임진왜란 전의 건축 형식으로 할 것인지, 소목제(昭穆制)를 기본으로 하는 중국 주나라의 옛 제도를 따를 것인지에 관한 논의가 신하들 사이에 이루어지다가 결국 종묘 정전을 임진왜란 전의 형식인 11칸의 규모로 재건한다. 재건된 종묘는 중국 고대의 제도와 다른, 고려 시대에 정착된 종묘 제도를 따랐다. 종묘 정전은 그 뒤 영조 2년(1726년)에 4칸, 헌종 2년(1836년)에 4칸을 증축하여 지금의 모습인 19칸으로 정착하게 된다.
영녕전도 정전과 더불어 임진왜란으로 불에 탄 뒤 1608년 종묘 중건 공사와 함께 광해군이 즉위하고 나서 완공되는데, 정전 4칸, 좌우 협실 각 3칸으로 모두 10칸 규모로 중건되었다. 그 뒤 현종 8년(1667년) 좌우 협실 각 1칸을 증축하고, 헌종 2년(1836년) 좌우 협실 각 2칸을 증축하여 현재의 규모를 갖추었다. 종묘를 증축하거나 수리할 때는 종묘에 모신 신주를 다른 곳으로 옮겨야 했는데, 이 경우 이전 장소로는 당시 쓰지 않던 궁궐이나 사당을 주로 이용하였다.

### 일제강점기와 현재

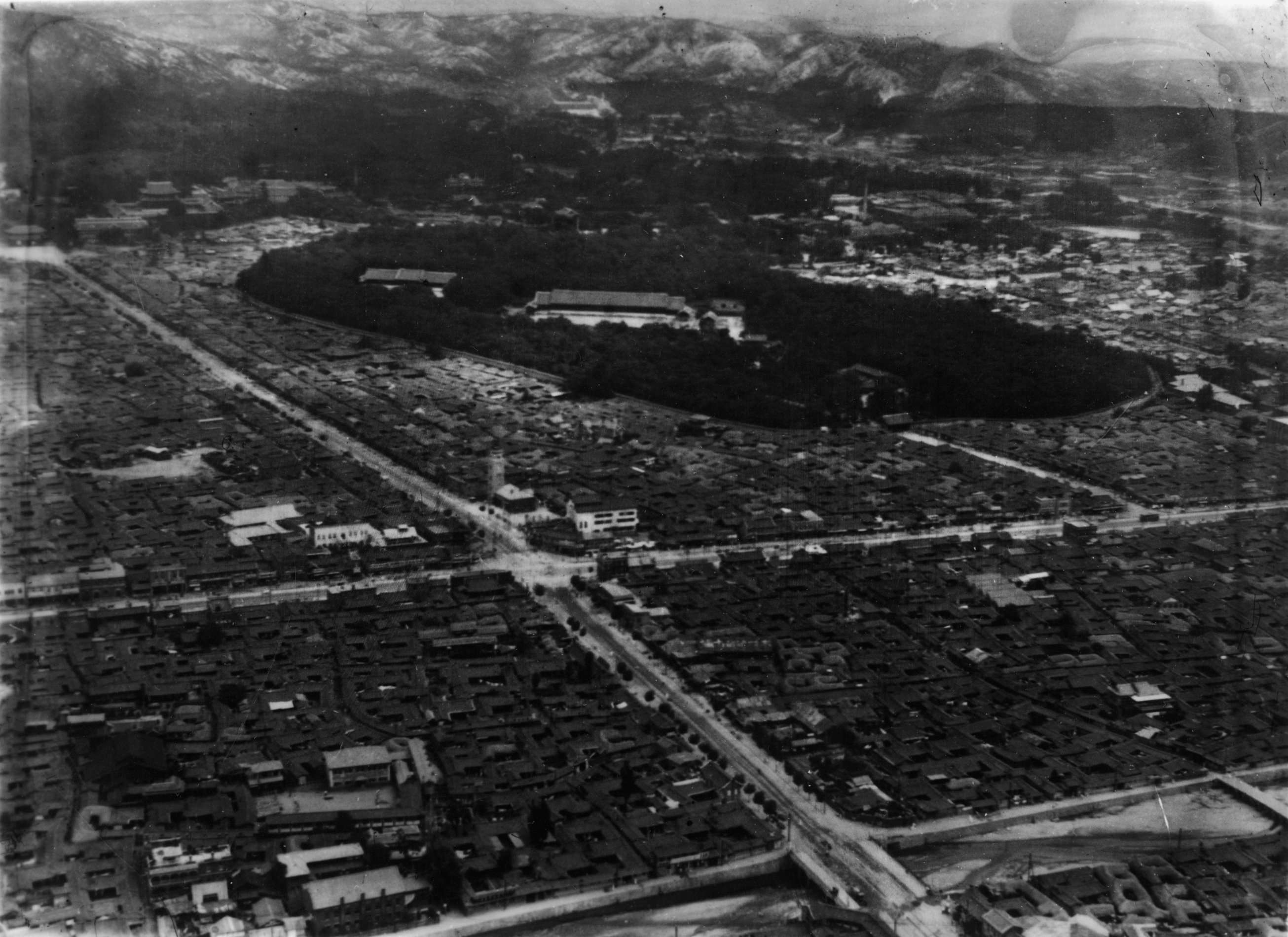
일제강점기 종묘의 항공사진

일제강점기이던 1932년 조선총독부에서 광화문에서 창덕궁 돈화문을 거쳐 조선총독부의원 (현 서울대병원)으로 이어지는 '종묘관통도로' (율곡로)를 뚫으며 종묘와 창덕궁 사이를 단절하되, 구름다리 (관덕교)를 설치해 왕래를 보조하였다. 이 때 단절된 두 지역을 다시 이야 한다는 여론에 따라 2011년부터 2022년까지 11년 동안 복원사업이 진행되어, 율곡로를 지하화하고 그 위에 녹지를 조성하였다.
1985년 11월 16일에는 종묘 앞 훈정동 일대를 공원으로 정비하여 여러 행사가 치러지는 문화공원으로 삼았으며, 1991년 12월에는 서울시 주도로 민자유치로 자금을 조달한 '종묘주차장'을 조성하였다. 그러나 이렇게 열린 공간에 집회와 무료급식, 고성방가, 불법 노점 등이 몰려들어 문화유산의 성격과는 어울리지 않다는 비판 여론이 제기됨에 따라 2007년부터 성역화사업이 진행되었다. 이 과정에서 기존 매점과 자판기 등을 철거하고 녹지를 확충한 뒤 부수적인 문화유산을 복원하는 작업이 이루어졌다.
1991년 종묘 정전에 대한 보수공사가 한차례 이루어진 뒤, 2020년 6월부터 종묘 정전에 대한 대대적인 보수공사에 들어가 2025년 4월에 완료하였다. 공장제 기와를 수제 기와로 바꾸고 외부의 단청 역시 전통안료로 바꾸었다. 정전을 보수공사하는 과정에서 1726년 영조 대에 증축과정에서 적어넣은 상량문이 발견되었다. 이 상량문은 종묘개수도감의궤에 소개된 것과 일치하며, 종도리 (지붕 꼭대기층의 받침나무)에 별다른 보관함 없이 접어 보관되어 있었다.

## 건축물

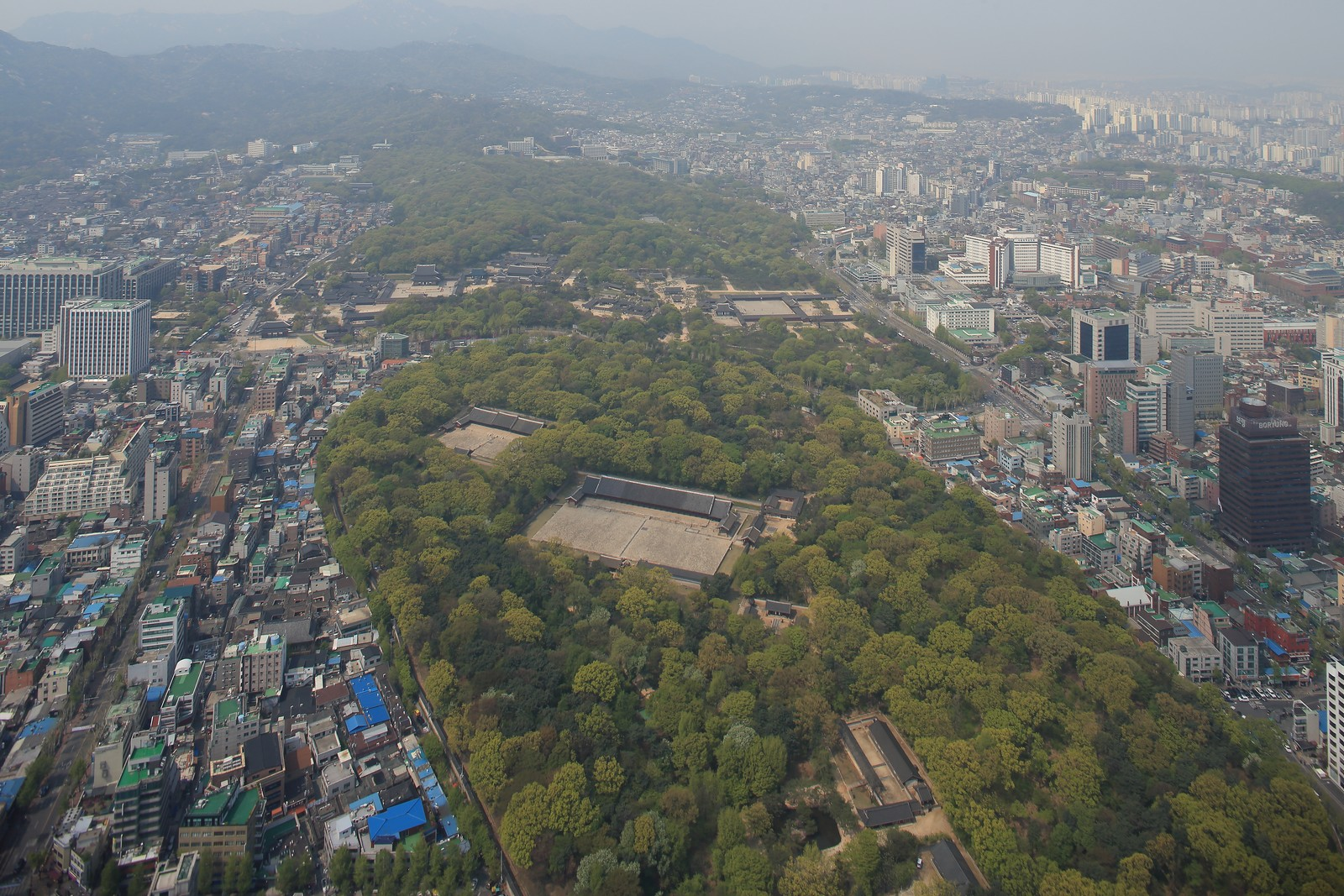
2015년 종묘의 항공사진

종묘는 제례를 위한 공간이므로 건축이 화려하지 않고 지극히 단순하고 절제되어 있다. 묘정 월대와 기단 위의 건물은 신로를 표시하는 선과 몇 개의 판위(版位), 그리고 장식이 배제된 건축 구조 등 과감히 생략된 조형과 단순한 구성으로 종묘에 구현해야 할 건축 의도를 철저하게 나타내었고, 단청 또한 극도로 절제되었다.
신로, 월대, 기단, 담 등 필요한 공간만 담은 구성과 구조, 장식과 색채의 간결함은 종묘 건축의 상징성을 보여준다. 세계적으로 유명한 건축가 프랑크 게리가 종묘를 보기 위해 가족들과 한국에 여행을 왔고 "이 같이 장엄한 공간은 세계 어디서도 찾기 힘들다"고 평가했다.

### 정문주변
종묘 일곽의 주된 출입구는 외대문(外大門)인 정문(正門)이다. 정문은 3칸, 측면 2칸에 맞배지붕을 한 삼문 형식의 건물로, 창엽문(蒼葉門)이라고도 하였다. 원래 기단이 있고 전면 중앙에 계단이 있었는데, 일제 강점기를 거치면서 정문 앞 지면이 높아져 땅에 묻히게 되었다.
종묘 정문을 들어서면 삼도(三道)가 북으로 길게 나 있다. 널찍하고 거친 돌로 깐 삼도는 가운데가 양 옆보다 약간 높은 凸자형으로 높낮이가 다르게 되어 있다. 가운데의 약간 높은 길은 신향로(神香路)이고, 동측의 낮은 길은 어로(御路) 서측은 세자로(世子路)인데, 어로는 제사 때 임금이 다니는 길이고, 세자로는 세자가 다니는 길이며, 신향로는 제향 때 향로를 받들고 다니는 길이다. 이 길은 어숙실, 정전, 영녕전으로 이어지는데, 어숙실에 닿기 전에 오른쪽으로 난 갈림길에는 망묘루와 향대청이 있다.

### 망묘루
망묘루(望廟樓)는 왕이 휴식을 취하는 곳으로, 그 이름은 제향시 왕이 종묘의 정전을 바라보며 선왕과 종묘사직을 생각한다는 뜻에서 붙여진 것이라 한다. 언제 어떻게 지어졌는지는 알 수 없으며, 현재 건물 가운데 1칸이 누마루로 되어있다.
1443년(세종 25년)에 망모루 옆에 사각형의 연못이 조성되었으며 가운데 둥근 섬이 하나 있는데 이는 하늘은 둥글고 땅은 평평하다는 옛 사상에 의한 것이다. 대부분의 궁궐 연못에는 소나무가 심어져 있으나 여기에는 향나무가 심어져 있는 것이 특징이다.

### 향대청
향대청은 종묘에 쓰는 향축폐(香祝幣)와 제사 예불을 보관하고 제향에 나갈 제관들이 대기하던 곳으로, 남북으로 긴 뜰을 사이에 두고 동쪽과 서쪽에 건물이 배치되었다.

### 공민왕 신당
공민왕 신당(恭愍王神堂)은 고려 공민왕의 신위를 모신 신당으로, 조선 태조가 종묘를 지을 때 공민왕의 업적을 기리고 제사를 지내기 위해 신당을 짓도록 하였다. 신당 안에는 공민왕과 그의 왕비인 노국대장공주의 영정과 준마도가 모셔져 있다. 임진왜란 때 불에 탄 것을 다시 지었으며, 봄과 가을마다 제사를 지냈다.

### 어숙실

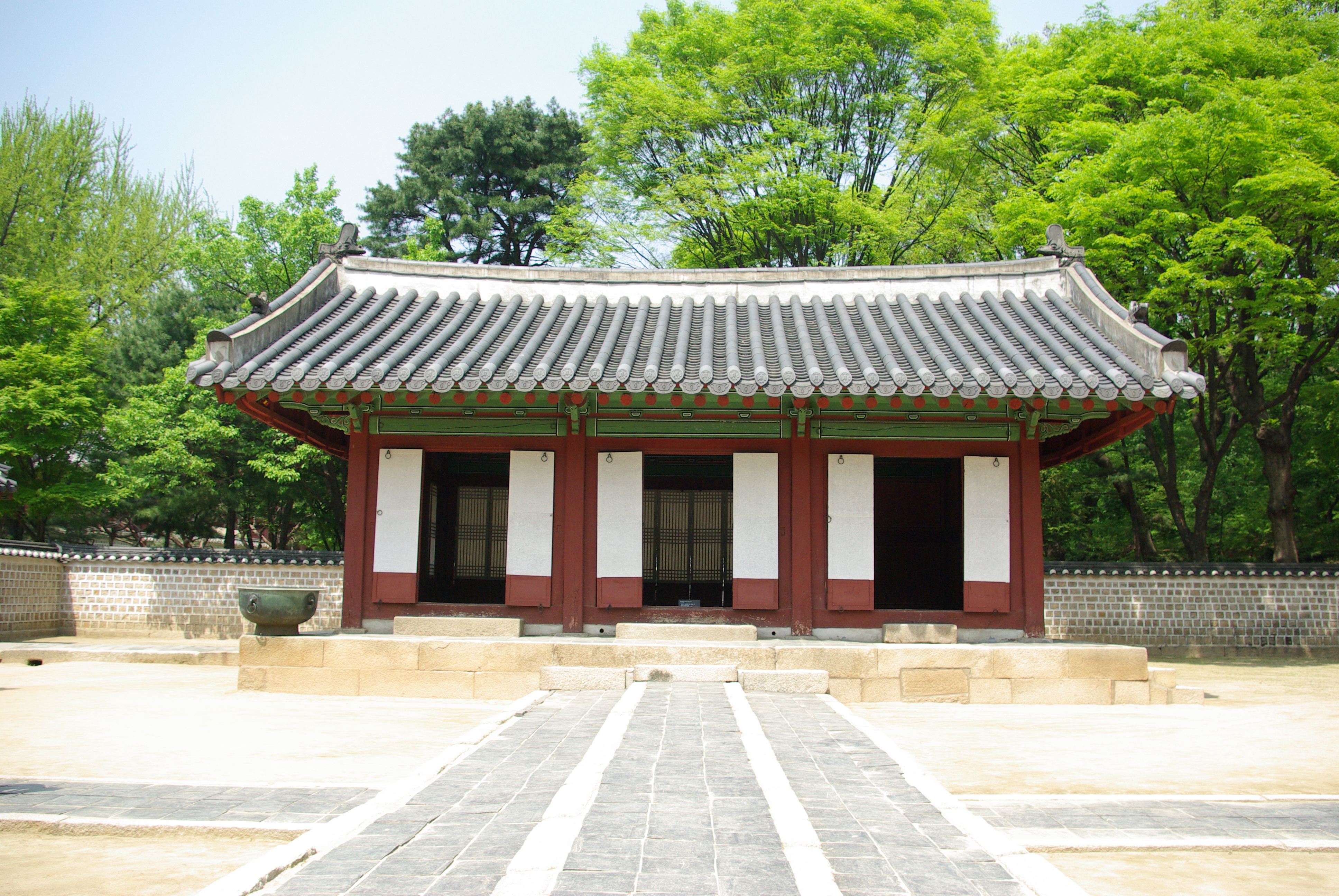
어숙실(재궁)

어숙실은 재궁 또는 어재실(御齋室)이라고도 하는데, 왕이 목욕재계하고 의복을 정재하여 세자와 함께 제사 올릴 준비를 하던 곳이다. 제향에는 임금이 친히 올리는 친행(親行)과 세자나 대신이 임금을 대행하여 올리는 섭행(攝行)이 있다. 어숙실 일곽은 둘레담과 정문, 동협문, 서협문으로 싸여 뜰을 중심으로 북ㆍ동ㆍ서쪽에 건물이 배치되어 있다. 북쪽의 건물은 어재실, 동쪽은 세자재실, 서쪽은 어목욕청이다. 어숙실 서북쪽으로 종묘 정전이 위치하는데, 제향 때 제관은 어숙실 서협문을 지나 정전 동문을 통하여 정전에 이르게 된다.

### 정전
정전 일곽은 네모나게 담으로 둘러싸여있고, 묘정(廟庭)을 중심으로 남쪽 담 중앙에는 신문이, 동서쪽으로 제례 때 제관이 출입하는 동문과 악공과 종사원이 출입하는 서문이 각각 나 있다. 신문을 들어서면 동서 109m, 남북 69m가 되는 넓은 묘정 월대가 펼쳐진다. 묘정 월대는 단의 일종으로, 지면에서 단을 높여 다른 공간과 성격을 달리하며 천상으로 이어지는 공간임을 암시한다.

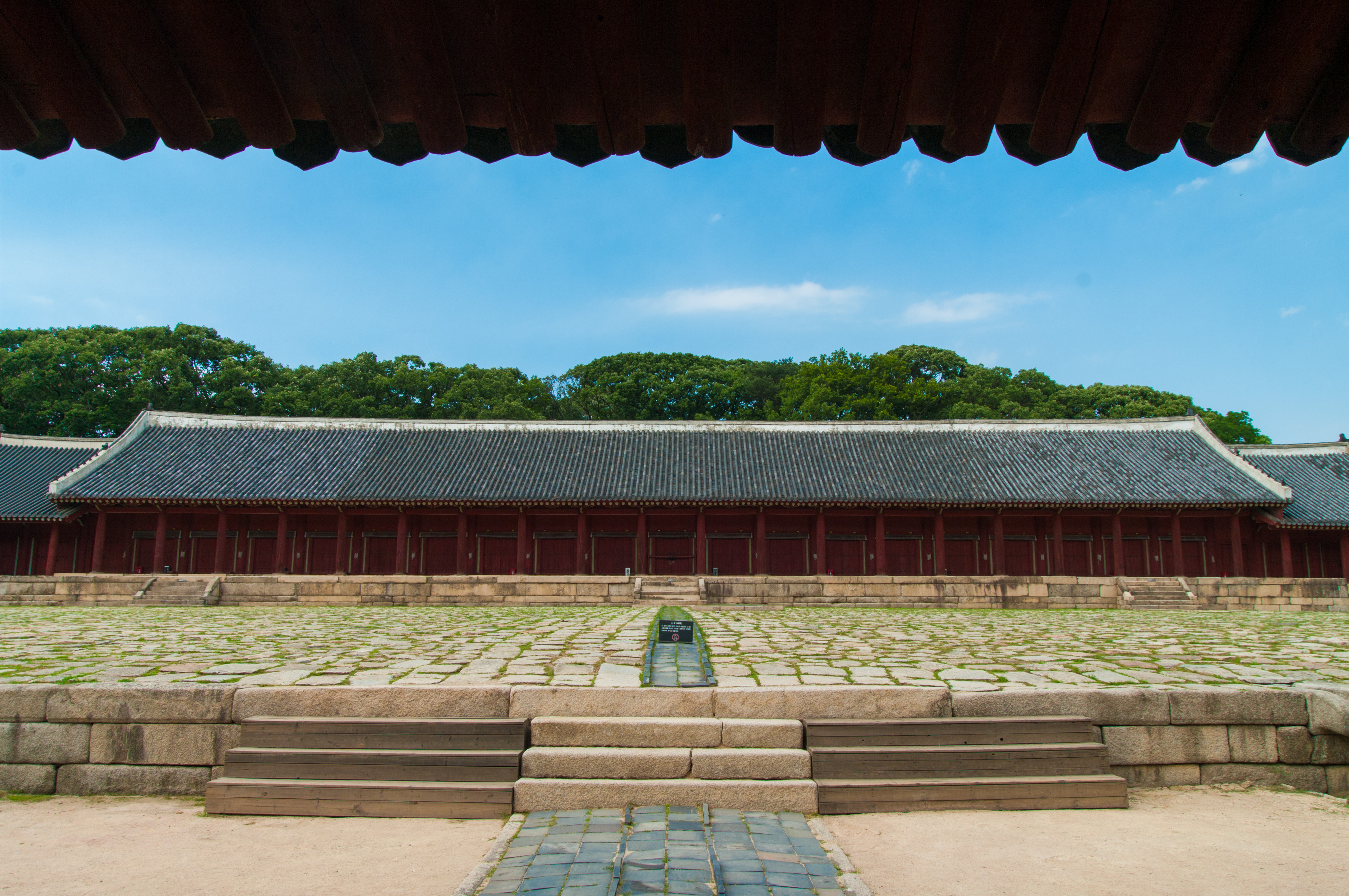
종묘 정전 (2015년)

하월대는 제관들이 제사를 드릴 때 대기하는 공간으로 헌가가 자리 잡고 일무를 추며, 상월대는 등가가 자리잡는 공간이다. 그리고 묘정 월대의 한가운데로 남북을 잇는 신로(神路)가 길게 나 있다. 상월대 위에 설치된 기단에는 길이가 101m인 정전 건물이 서 있는데, 현재의 정전은 매칸마다 신위를 모신 감실 19칸, 그 좌우의 협실 각 2칸, 그리고 협실 양 끝에서 남으로 직각으로 꺾여나온 동ㆍ서 월랑 5칸이 자리하고 있다. 묘정 월대 남쪽 아래 동서쪽에는 공신당과 칠사당이 각각 서 있고, 서북쪽 뒤에는 제향 후 축과 폐를 불사르는 예감(망료위라고도 함)이 있으며, 동문 북쪽으로 수복방이, 둘레담 밖 서북쪽으로는 전사청과 제정이 있다. 그리고 정전 서남쪽으로 악공청이 있고, 정전 서북쪽으로는 영녕전 일곽이 있다.

### 악공청
악공청은 종묘제례 때 음악을 연주하는 아악사(雅樂師)들이 대기하고 연습도 하던 건물이다.
현재는 한 채의 건물만 남아 있으며 개조된 것이어서 원형을 알 수 없게 되었다. 기둥을 깎은 기법이 특이한데 둥구리 기둥(圓柱)을 15모로 접었으며 8모 기둥도 몇 개 있으나 대부분 16모 기둥을 썼다. 집 가운데에 기둥을 세워 대들보를 받치고 기둥머리가 건물의 제일 위에 설치한 마루보를 떠받치게 목재를 짠 것도 흔히 볼 수 없는 형식이다. 원래 12칸 중 2칸만 기둥을 따로 세우고 마루를 깐 툇간(退間)이었고 나머지 10칸에는 방을 들였었다.
건물 규모가 큰데 비하여 무늬를 넣지 않고 붉은색(朱色)만을 칠하였으며, 짧은 서까래를 달지 않고 처마 서까래만 걸어 꾸민 홑처마로 구성하였다.

### 영녕전 주변

#### 영녕전
종묘 영녕전(宗廟 永寧殿)은 종묘 정전에서 옮겨온 신위를 모신 종묘의 별묘다. 서울에 있는 지금의 종묘는 태조 4년 건립되었으며, 세종 때에 이르러 현재와 같이 정전과 영녕전이 있는 종묘 제도로 완비된다. 세종 원년에 이르러 2대 왕인 정종이 승하하고 그의 신위를 종묘에 모실 때가 되자 이미 종묘에 모셔져 있는 태조의 4대조와 태조의 신위, 그리고 정종의 신위를 어떻게 모셔야 하는 문제가 거론되게 된다. 정종의 신위를 종묘에 새로 모시게 되면 목조의 신위는 정전에 모실 수 없게 되기 때문이었다. 
이때 의논을 거듭하여, "그 신주를 묻어 버린다는 것은 정말 차마할 수 없는 일이며, 또한 간직할 만한 곳도 없다."고 의견을 모으고, 중국 송나라에서 따로 별묘인 사조전을 세워 4조를 모시는 예를 채택하여, 지금의 종묘, 정전 서쪽 바깥에 별묘를 세워 목조의 신위를 옮겨 모시는 것으로 결정한다. 이것이 영녕전을 건립하게 된 근거이다. 영녕전의 '영녕(永寧)'은 "조종과 자손이 함께 길이 평안하라"는 뜻에서 취한 것이다. 별묘인 영녕전은 '조묘'라고도 한다.
영녕전은 네모나게 둘레담으로 쌓아 의례를 행할 수 있는 묘정 공간을 형성하고 남쪽 담에는 신문을, 동쪽과 서쪽 담에는 각각 동문과 서분을 두어 제례시 통로를 마련하고 있다. 영녕전도 정전처럼 묘정 월대에 신로가 나있는 구성이다. 현재 영녕정 건물은 중앙에 정전 4칸, 좌우에 각각 협실 6칸씩을두어 모두 16칸으로 구성되어 있고, 좌우 협실 양끝에 직각으로 덧붙여서 동월랑과 서월랑 5칸이 있다. 내부 공간 구성과 이용은 기본적으로 종묘 정전과 같으며 영녕전 서남쪽으로는 영녕전 악공청이 있다.
영녕전 제례는 정전보다 한 단계 낮게 행해졌으며, 건축 규모 면에서는 영녕전은 정전보다 건축 영역이 좁다. 또 형식 면에서도 영녕전은 4대조를 모신 부분만 정전과 같은 크기와 높이이고, 옆 익실은 정전보다 크기가 작다. 영녕전에는 정전과 달리 공신당과 칠사당이 없는데, 이곳에 모신 목조, 도조, 환조, 익조는 추존된 왕이므로 신하가 없어서, 함께 영녕전에 모시게 되는 왕도 도리상 신하를 데리고 들어갈 수 없다는 이유가 작용한 것이다. 물론 엄연히 영녕전에 모셔진 왕의 배향공신도 종묘 배향공신이다.
영녕전에는 모두 34신위가 16감실에 모셔져 있다. 한때 폐위되었다가 숙종 때 복위된 단종의 신위는 종묘 영녕전에 모셔져 있는 반면, 폐위된 연산군과 광해군의 신위는 정전과 영녕전 모두에서 제외되었다.

#### 제기고
제향(祭享, 제사) 때 사용하는 각종 그릇, 기구 등을 보관하는 장소이다. 제사 때 사용하는 그릇은 일반 그릇과 달리 정갈하고 성스러운 물건이어서 별도의 건물에 보관하여야 하는 것이다. 대개 제기고와 같은 건물은 바닥을 마루바닥으로 만든다. 마루바닥은 지면과 분리되어 있어 습기가 차지 않아 기물을 보관하는 데 적합하기 때문이다.

## 위패 배치도

### 정전 (正殿)
| 묘실(廟室) | 제왕                   | 왕후                   | 배향 공신                                          |
| ---------- | ---------------------- | ---------------------- | -------------------------------------------------- |
| 제1실      | 태조고황제(太祖高皇帝) | 신의고황후(神懿高皇后) | 조준, 의안대군, 남재, 이제, 이지란, 남은, 조인옥   |
| 제1실      | 태조고황제(太祖高皇帝) | 신덕고황후(神德高皇后) | 조준, 의안대군, 남재, 이제, 이지란, 남은, 조인옥   |
| 제2실      | 태종대왕(太宗大王)     | 원경왕후(元敬王后)     | 하륜, 조영무, 정탁, 이천우, 이래                   |
| 제3실      | 세종대왕(世宗大王)     | 소헌왕후(昭憲王后)     | 황희, 최윤덕, 허조, 신개, 이수, 양녕대군, 효령대군 |
| 제4실      | 세조대왕(世祖大王)     | 정희왕후(貞熹王后)     | 권람, 한확, 한명회                                 |
| 제5실      | 성종대왕(成宗大王)     | 공혜왕후(恭惠王后)     | 신숙주, 정창손, 홍응                               |
| 제5실      | 성종대왕(成宗大王)     | 정현왕후(貞顯王后)     | 신숙주, 정창손, 홍응                               |
| 제6실      | 중종대왕(中宗大王)     | 단경왕후(端敬王后)     | 박원종, 성희안, 류순정, 정광필                     |
| 제6실      | 중종대왕(中宗大王)     | 장경왕후(章敬王后)     | 박원종, 성희안, 류순정, 정광필                     |
| 제6실      | 중종대왕(中宗大王)     | 문정왕후(文定王后)     | 박원종, 성희안, 류순정, 정광필                     |
| 제7실      | 선조대왕(宣祖大王)     | 의인왕후(懿仁王后)     | 이준경, 이황, 이이                                 |
| 제7실      | 선조대왕(宣祖大王)     | 인목왕후(仁穆王后)     | 이준경, 이황, 이이                                 |
| 제8실      | 인조대왕(仁祖大王)     | 인렬왕후(仁烈王后)     | 이원익, 신흠, 김류, 이귀, 신경진, 이서, 능원대군   |
| 제8실      | 인조대왕(仁祖大王)     | 장렬왕후(莊烈王后)     | 이원익, 신흠, 김류, 이귀, 신경진, 이서, 능원대군   |
| 제9실      | 효종대왕(孝宗大王)     | 인선왕후(仁宣王后)     | 김상헌, 김집, 송시열, 인평대군, 민정중, 민유중     |
| 제10실     | 현종대왕(顯宗大王)     | 명성왕후(明聖王后)     | 정태화, 김좌명, 김수항, 김만기                     |
| 제11실     | 숙종대왕(肅宗大王)     | 인경왕후(仁敬王后)     | 남구만, 박세채, 윤지완, 최석정, 김석주, 김만중     |
| 제11실     | 숙종대왕(肅宗大王)     | 인현왕후(仁顯王后)     | 남구만, 박세채, 윤지완, 최석정, 김석주, 김만중     |
| 제11실     | 숙종대왕(肅宗大王)     | 인원왕후(仁元王后)     | 남구만, 박세채, 윤지완, 최석정, 김석주, 김만중     |
| 제12실     | 영조대왕(英祖大王)     | 정성왕후(貞聖王后)     | 김창집, 최규서, 민진원, 조문명, 김재로             |
| 제12실     | 영조대왕(英祖大王)     | 정순왕후(貞純王后)     | 김창집, 최규서, 민진원, 조문명, 김재로             |
| 제13실     | 정조선황제(正祖宣皇帝) | 효의선황후(孝懿宣皇后) | 김종수, 유언호, 김조순                             |
| 제14실     | 순조숙황제(純祖肅皇帝) | 순원숙황후(純元肅皇后) | 이시수, 김재찬, 김이교, 조득영, 남연군, 조만영     |
| 제15실     | 문조익황제(文祖翼皇帝) | 신정익황후(神貞翼皇后) | 남공철, 김로, 조병구                               |
| 제16실     | 헌종성황제(憲宗成皇帝) | 효현성황후(孝顯成皇后) | 이상황, 조인영                                     |
| 제16실     | 헌종성황제(憲宗成皇帝) | 효정성황후(孝定成皇后) | 이상황, 조인영                                     |
| 제17실     | 철종장황제(哲宗章皇帝) | 철인장황후(哲仁章皇后) | 이헌구, 익평군, 김수근                             |
| 제18실     | 고종태황제(高宗太皇帝) | 명성태황후(明成太皇后) | 박규수, 신응조, 이돈우, 민영환                     |
| 제19실     | 순종효황제(純宗孝皇帝) | 순명효황후(純明孝皇后) | 송근수, 서정순                                     |
| 제19실     | 순종효황제(純宗孝皇帝) | 순정효황후(純貞孝皇后) | 송근수, 서정순                                     |

### 영녕전 (永寧殿)
| 묘실(廟室) | 제왕                             | 왕후                     | 배향공신       |
| ---------- | -------------------------------- | ------------------------ | -------------- |
| 제1실      | 목조대왕(穆祖大王)               | 효공왕후(孝恭王后)       |                |
| 제2실      | 익조대왕(翼祖大王)               | 정숙왕후(貞淑王后)       |                |
| 제3실      | 도조대왕(度祖大王)               | 경순왕후(敬順王后)       |                |
| 제4실      | 환조대왕(桓祖大王)               | 의혜왕후(懿惠王后)       |                |
| 제5실      | 정종대왕(定宗大王)               | 정안왕후(定安王后)       | 익안대군       |
| 제6실      | 문종대왕(文宗大王)               | 현덕왕후(顯德王后)       | 하연           |
| 제7실      | 단종대왕(端宗大王)               | 정순왕후(定順王后)       |                |
| 제8실      | 덕종대왕(德宗大王)               | 소혜왕후(昭惠王后)       |                |
| 제9실      | 예종대왕(睿宗大王)               | 장순왕후(章順王后)       | 박원형         |
| 제9실      | 예종대왕(睿宗大王)               | 안순왕후(安順王后)       | 박원형         |
| 제10실     | 인종대왕(仁宗大王)               | 인성왕후(仁聖王后)       | 홍언필, 김안국 |
| 제11실     | 명종대왕(明宗大王)               | 인순왕후(仁順王后)       | 심연원, 이언적 |
| 제12실     | 원종대왕(元宗大王)               | 인헌왕후(仁獻王后)       |                |
| 제13실     | 경종대왕(景宗大王)               | 단의왕후(端懿王后)       | 이유, 민진후   |
| 제13실     | 경종대왕(景宗大王)               | 선의왕후(宣懿王后)       | 이유, 민진후   |
| 제14실     | 진종소황제(眞宗昭皇帝)           | 효순소황후(孝順昭皇后)   |                |
| 제15실     | 장조의황제(莊祖懿皇帝)           | 헌경의황후(獻敬懿皇后)   | 민백상, 이종성 |
| 제16실     | 의민황태자 영왕(懿愍皇太子 永王) | 의민황태자비(懿愍太子妃) |                |

- 왕좌에서 쫓겨난 제10대 국왕 연산군과 제15대 왕 광해군은 종묘 배향에서 제외되었다. 원래는 제6대 왕 노산군도 폐왕으로 낙인되어서 제외되었으나 제19대 왕 숙종 때 복위되어 묘호인 '단종(端宗)'을 하사받음에 따라 이때 종묘에 위패가 모셔졌다.
  - 왕뿐만 아니라 왕비 역시 제9대 왕 성종의 계비인 제헌왕후 윤씨와 연산군의 왕비 중전 신씨, 제14대 왕 선조의 추존 왕비이자 광해군의 생모인 공성왕후 김씨, 광해군의 왕비 중전 류씨, 숙종의 제2 계비 중전 장씨 등도 살아있었거나 죽은 뒤에 모두 왕비 자리에서 쫓겨나면서 제외됐다. 제5대 왕 문종의 왕비인 현덕왕후 권씨와 노산군의 왕비인 정순왕후 송씨, 제11대 왕 중종의 왕비 단경왕후 신씨 등도 폐위 당시에는 종묘에 모셔지지 못했지만 사후 복권되면서 뒤늦게 모셔진다.

## 종묘 및 문묘 동시 종사 6현
- 이언적
- 이황
- 이이
- 송시열
- 김집
- 박세채

## 종묘제례

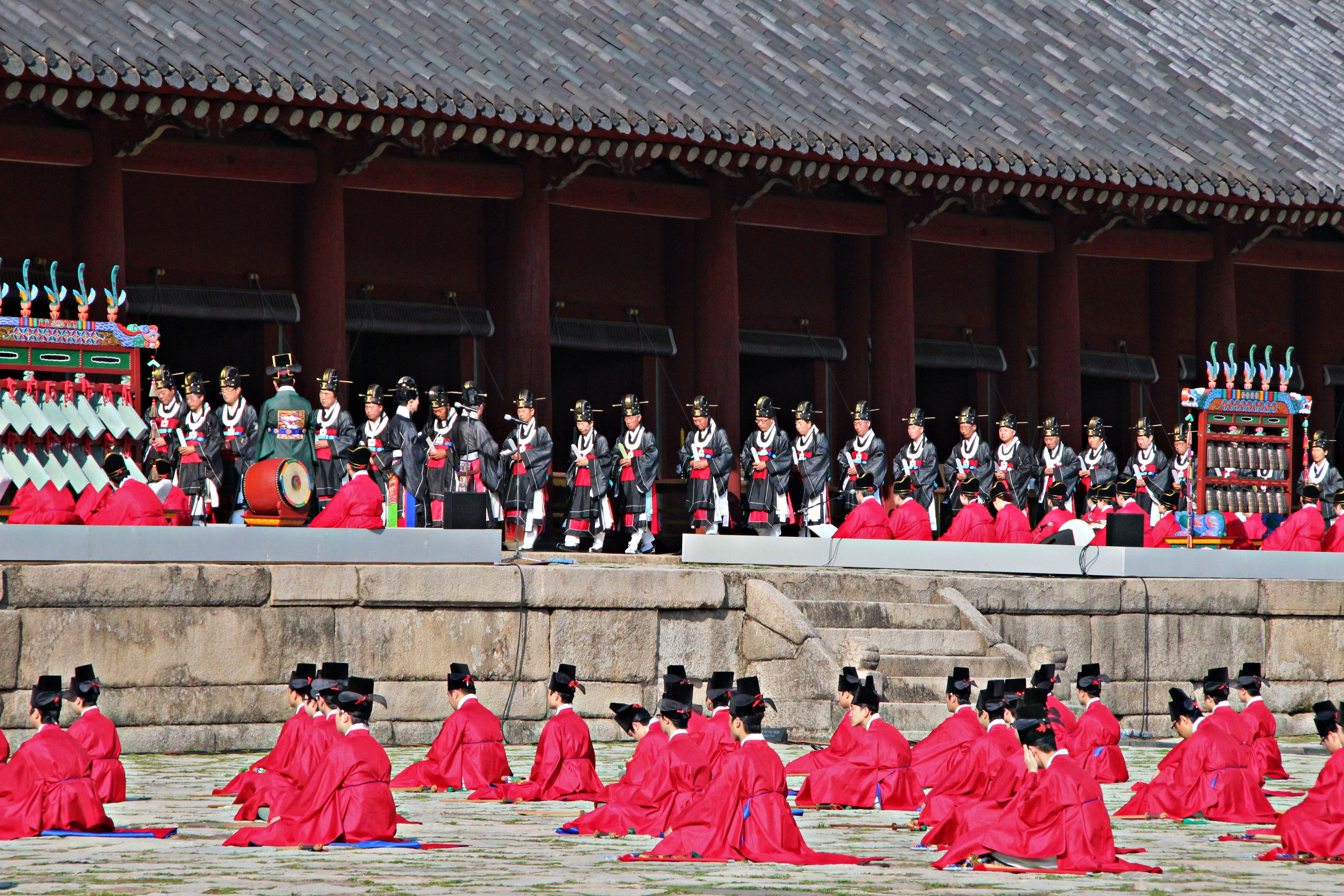
종묘제례

종묘제례는 왕실의 조상을 추모하는 국가의 제례로서, 조선 시대의 모든 제례 가운데 가장 격식이 높은 의식이었기 때문에 종묘대제(宗廟大祭)라고도 하였다. 조선 시대의 종묘 제례는 해마다 봄, 여름, 가을, 겨울에 지내는 대향(大享, 四時大享)과 섣달 그믐에 지내는 납일제(臘日祭), 영녕전에서 거행하는 춘추(春秋) 제사, 그리고 속절(俗節), 삭망에 치르는 향사(享祀) 외에 종묘에 와서 빌거나 고하는 기고(祈告) 의식, 햇과일이나 햇곡식 등 새로운 물건이 나왔을 때 신물을 바치는 천신제(薦新祭), 그리고 왕세자, 왕비, 왕세자빈이 종묘 영녕전에 와서 비는 알묘(謁廟) 의식 등이 있었다.
조선 시대 종묘 제례는 횃불과 초를 밝히고 한밤중에 봉행하였는데, 1969년부터 해마다 한 차례씩 올리다가 1971년 이후 전주이씨 대동종약원에서 매년 5월 첫 일요일 낮에 정전과 영녕전에서 각각 한차례 올리고 있다.
종묘의 행사는 국가적 행사인만큼, 이에 따르는 의식과 의복·제기(祭器)의 규격, 제물(祭物)의 종류·수 등은 엄격하게 규정하고 준수한다. 그리고 문묘와 달리 고려의 예를 따라 역대 공신을 위한 공신종사(功臣從祀)가 있다. 종묘제례에 임하는 사람들은 몸과 마음을 경건하게 하기 위하여 행사 집사관은 7일 전부터, 기타 제례 참석자는 3일 전부터 제계를 한다. 종묘 제례는 종묘제례악에 맞추어 신을 영접하고 음식과 술을 올려 즐겁게 해드린 다음 신을 보내드리는 순서로 행해진다.
종묘제례악은 악(樂), 가(歌), 무(舞)를 갖추어 연주하는 음악이다. '악'은 악기의 편성과 연주, '가'는 악장의 구성과 가락, '무'는 일무(佾舞)의 의물(儀物)을 뜻한다. 음악은 등가(登歌)와 헌가(軒歌)로 구성된다. 동양의 고전인 『악기(樂記)』에서, '악, 가, 무를 모두 갖춘 것을 악(樂)이라 한다'고 한 것처럼, 종묘제례악은 이 세가지를 모두 갖춘 보기 드문 문화유산이다.

## 종묘관리소
종묘관리소는 종묘 내 문화재와 시설보호 및 관리를 목적으로 설치된 대한민국 문화재청 소속기관이며, 종묘 내에 위치하고 있다. 문화재와 기타시설·수목 관리, 관람료 징수 및 기타 종묘관리소의 운영에 관한 업무를 맡고 있다.

## 같이 보기
- 창경궁
- 창덕궁
- 문묘
- 동방 18현
- 서울 문묘
- 문묘 제례악
- 종묘 제례악
- 경복궁
- 종묘 제도

## 참고 문헌
- 종묘 - 브리태니커 백과사전 (다음백과 미러)
- 종묘 - 두산세계대백과사전
- 이상해, 궁궐ㆍ유교건축, 서울: 솔 출판사, 2004.

 본 문서에는 서울특별시에서 지식공유 프로젝트를 통해 퍼블릭 도메인으로 공개한 저작물을 기초로 작성된 내용이 포함되어 있습니다.